# Ла-Гранд (Орегон)
Ла-Гранд (англ. La Grande) — город и административный центр округа Юнион в штате Орегон в Соединённых Штатах Америки.
Согласно данным переписи населения США 2020 года число жителей города составляло 13 тысяч 26 человек, что чуть меньше, чем было во время предыдущей переписи, проводившейся в 2010 году (13 082 человека).

## История
Первоначально поселение называлось «Браунсвилл» (англ. Brownsville), но затем название сменили, поскольку в округе Линн уже был населённый пункт с таким названием. Расположенный в долине Гранд-Ронд, город получил свое название от одного из первых французских поселенцев Шарля Доза, который часто использовал фразу «Ла-Гранд», чтобы описать красоту данной местности. 
Первым постоянным поселенцем в этом районе стал Бенджамин Браун в 1861 году. Вскоре после этого там поселилась семья Лизи и еще около двадцати человек. В 1863 году здесь открылось первое почтовое отделение.
Университет Восточного Орегона открылся в Ла-Гранде в 1929 году сперва как педагогическая школа, а затем педагогический колледж.

## География
Согласно данным Бюро переписи населения США, общая площадь города составляет 4,61 квадратных мили (11,94 км2), из которых 4,58 квадратных мили (11,86 км2) — это суша и 0,03 квадратных мили (0,08 км2) приходится на водную поверхность.

## Климат
Согласно системе классификации климата Кёппена, в Ла-Гранде тёплый летний средиземноморский климат, обозначаемый на климатических картах аббревиатурой «Csb», тесно граничащий с жарким летним средиземноморским климатом («Csa»). Этот тип климата характеризуется теплым сухим летом и холодной зимой.